# Camille Dombrowsky
Camille Dombrowsky (* 1997 in Berlin) ist eine deutsche Schauspielerin und Sängerin.

## Leben
Dombrowsky stand in dem Märchenfilm Frau Holle an der Seite von Lea Eisleb zum ersten Mal vor der Kamera. Sie spielte in dieser leicht modernisierten Fassung des Märchens Frau Holle, in der ihre Rolle als Pechmarie bekannt ist, die Rolle der faulen, eingebildeten und verwöhnten Tochter Luise. In einer Rezension zur DVD-Veröffentlichung des Films wird ihre Darstellung folgendermaßen beschrieben: „Überzeugen kann auch Camille Dombrowsky als die freche Göre Luise.“ Des Weiteren spielte sie in mehreren Werbespots mit.
Camille Dombrowsky absolvierte von 2017 bis 2021 ein Schauspielstudium an der Hochschule für Musik und Theater „Felix Mendelssohn Bartholdy“ in Leipzig. In ihrem 4. Studienjahr war Dombrowsky am Studio des neuen theater Halle engagiert.
In der 18. Staffel der ZDF-Serie SOKO Wismar (2022) übernahm Dombrowsky eine Episodenrolle als tatverdächtige Mitarbeiterin eines Fitness-Studios. Außerdem war sie in der 13. Staffel der ZDF-Serie SOKO Stuttgart (2022) in einer Episodenhauptrolle als Freundin eines tatverdächtigen Jugendlichen und mögliche Tochter des Gebrauchtwagenhändlers Schrotti zu sehen.
Seit Beginn der Spielzeit 2022/23 gehört sie zum Ensemble des Schauspiels Stuttgart. Dort spielte sie u. a. die Miranda in Der Sturm von William Shakespeare.

## Filmografie (Auswahl)
- 2008: Frau Holle (Fernsehfilm)
- 2009: Auftrag Schutzengel (Fernsehfilm)
- 2010: Glückstreffer – Anne und der Boxer (Fernsehfilm)
- 2014: Die Toten von Hameln (Fernsehfilm)
- 2015: Siebenstein: Ich sehe was, was du nicht siehst (Fernsehserie, Gastauftritt)
- 2019: Lotta & der schöne Schein (Fernsehreihe)
- 2019: SOKO Leipzig: Familienteufel (Fernsehserie)
- 2019: Preis der Freiheit
- 2021: Wild Republic (Fernsehserie, 8 Folgen)
- 2021: Kroymann (Satiresendung, eine Folge)
- 2022: SOKO Wismar: Körperkult (Fernsehserie)
- 2022: SOKO Stuttgart: Vater gesucht; Spiel’s noch einmal, Schrotti (Fernsehserie, zwei Folgen)
- 2022: Der Taunuskrimi: Muttertag (Fernsehreihe)
- 2023: SOKO Leipzig: Froschköniginnen (Fernsehserie)
- 2025: SOKO Köln: Moneten erbeten (Fernsehserie)